# Gustav Woldemar Focke
Gustav Woldemar Focke (Brema, 24 gennaio 1810 – Brema, 1º giugno 1877) è stato un biologo, medico e botanico tedesco.

## Biografia
Era il nipote del naturalista Gottfried Reinhold Treviranus. Studiò medicina presso l'Università di Heidelberg, ricevendo il suo dottorato nel 1833. Dopo la laurea, durante le sue esplorazioni fece delle ricerca scientifiche. A Berlino, fu fortemente influenzato dalle indagini microscopiche fatte da Christian Gottfried Ehrenberg. Nel 1869 fu nominato presidente del Naturwissenschaftlichen Vereins zu Bremen.
Nel campo della algologia, è noto per la sua ricerca che coinvolgono i desmidi e diatomi. Nel 1844 descrisse la pulce d'acqua Leptodora kindtii, una specie che egli nominò in onore del farmacista Georg Christian Kindt (1793-1869). Il genere Fockea (famiglia Apocynaceae) è stato nominato in suo onore da Stephan Endlicher.

## Opere principali
- De respiratione vegetabilium. Commentatio inauguralis phytologica, 1833.
- Über einige Organisationsverhältnisse bei polygastrischen Infusorien und Räderthieren. Isis. 1836; 10: 785–787.
- Planaria Ehrenbergii, 1836.
- Ein neues Infusorium. Abh. d. Naturw. Ver. zu Bremen. V. S. 103.
- Physiologische studien (2 volumes, 1847–54).[3]